# Apoi
Der Berg Apoi (jap. アポイ岳, Apoi-dake) befindet sich im Hidaka-Gebirge auf der Insel Hokkaidō in Japan nahe der Stadt Samani.
Der 810 m hohe Berg ist unter Botanikern für zahlreiche nur auf Hokkaidō vorkommende Pflanzenarten bekannt. 
Im Jahr 2015 wurde die Region des Bergs Apoi mit dem Label UNESCO Global Geopark ausgezeichnet.

## Belege
1. ↑  Mitglieder des Global Geopark Networks. Global Geopark Network, abgerufen am 1. Mai 2017 (englisch).